# Ehemalige Kirchen in Leipzig
In Leipzig gab es eine Reihe heute nicht mehr existierender ehemaliger Kirchen. Diese abgegangenen Kirchen sind im Folgenden dargestellt.
In der zweiten Hälfte des 19. Jahrhunderts wurden einige zu klein gewordene Dorfkirchen nach der Entwicklung der ehemaligen Dörfer zu bevölkerungsreichen Industrievororten durch größere Neubauten ersetzt. Viele Leipziger Kirchen wurden auch während des Zweiten Weltkriegs zerstört. Im Folgenden sind alle nicht mehr existierenden Kirchen der Stadt Leipzig einschließlich ihrer meist zerstörten oder verlorengegangenen Orgeln aufgeführt.
Anmerkung: In der Aufstellung tragen die evangelisch-lutherischen Kirchen keine Konfessionsbezeichnung.

## Katharinenkirche
ehemaliger Standort: Katharinenstraße, Ecke Brühl (unsicher)
Erbauungszeit: vor 1240
Abbruch: 1546
Von der Katharinenkirche bzw. -kapelle (ecclesiae beatae Katerinae in Lipizk) zeugt eine Urkunde vom 18. Februar 1240 des Markgrafs Heinrich des Erlauchten. Ihr Standort ist unsicher, basierend auf der Angabe von David Peifer, dass auf dem Platz der wenige Jahre nach der Reformation abgebrochenen Kirche ein Privathaus am Ausgang der Katharinenstraße gebaut wurde, folgerte unter anderem Karl Christian Kanis Gretschel, dass sie an der Kreuzung von Katharinenstraße und Brühl stand. Eine Angabe „bei St. Catharinenkirchen“ aus dem Jahr 1436 deutet darauf hin, dass die Kirche nach der heiligen Katharina von Alexandrien benannt war.
Im Rahmen der Überbauung des Grundstücks mit dem Bernsteincarré (2015–2017) erfolgten Grabungen, von denen sich Archäologen unter anderem Hinweise zum Standort der Katharinenkirche erhoffen.

## Matthäikirche (bis 1876 Neukirche)

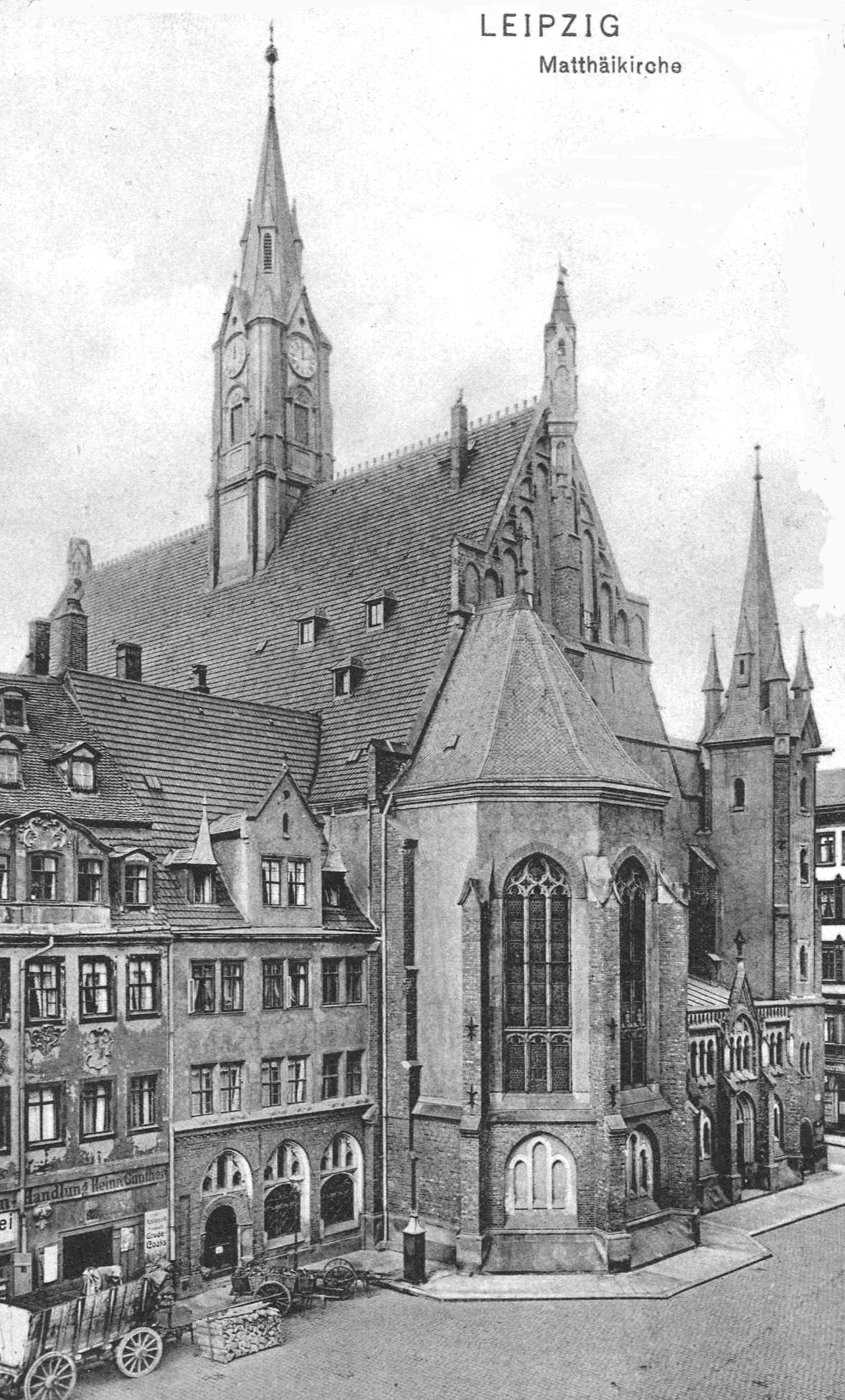
Matthäikirche

ehemaliger Standort: Matthäikirchhof 22/23
Erbauungszeit: nach 1230 Errichtung des Franziskanerklosters „Zum Heiligen Geist“
Kriegszerstörung: 4. Dezember 1943
Architekten:
- Oskar Mothes (Umbau 1876)
- Julius Zeißig (Umbau 1892–1894)

Mit der Einführung der Reformation wurde 1539 die Aufhebung des Barfüßerklosters verfügt, die Kirche 1542 geräumt und als Blaufarbenlager genutzt; auf Initiative Leipziger Bürger wurde 1699 die Kirche unter dem Namen Neukirche wieder für den Gottesdienst geöffnet; nach Erhebung zur Pfarrkirche 1876 erfolgte eine neugotische Umgestaltung; Zerstörung der Kirche beim Bombenangriff am 4. Dezember 1943, letzter Gottesdienst in der Ruine am 1. August 1948, Beseitigung 1949 und Vereinigung der Matthäigemeinde mit der Thomasgemeinde
Das Gebäude hatte einen Dachreiter.
Orgeln:
- 1703–1704, Christoph Donat d. Ä. u. d. J. (II/21), 1722 instand gesetzt und umgestaltet von Johann Scheibe, 1753 Reparatur durch Johann Emanuel Schweinefleisch
- 1847 neue Orgel von Johann Gottlob Mende, 1880 von Gottfried Hildebrand, Leipzig, repariert
- 1889 Neubau durch die Firma Jehmlich, Dresden (III/44)

## Universitätskirche St. Pauli

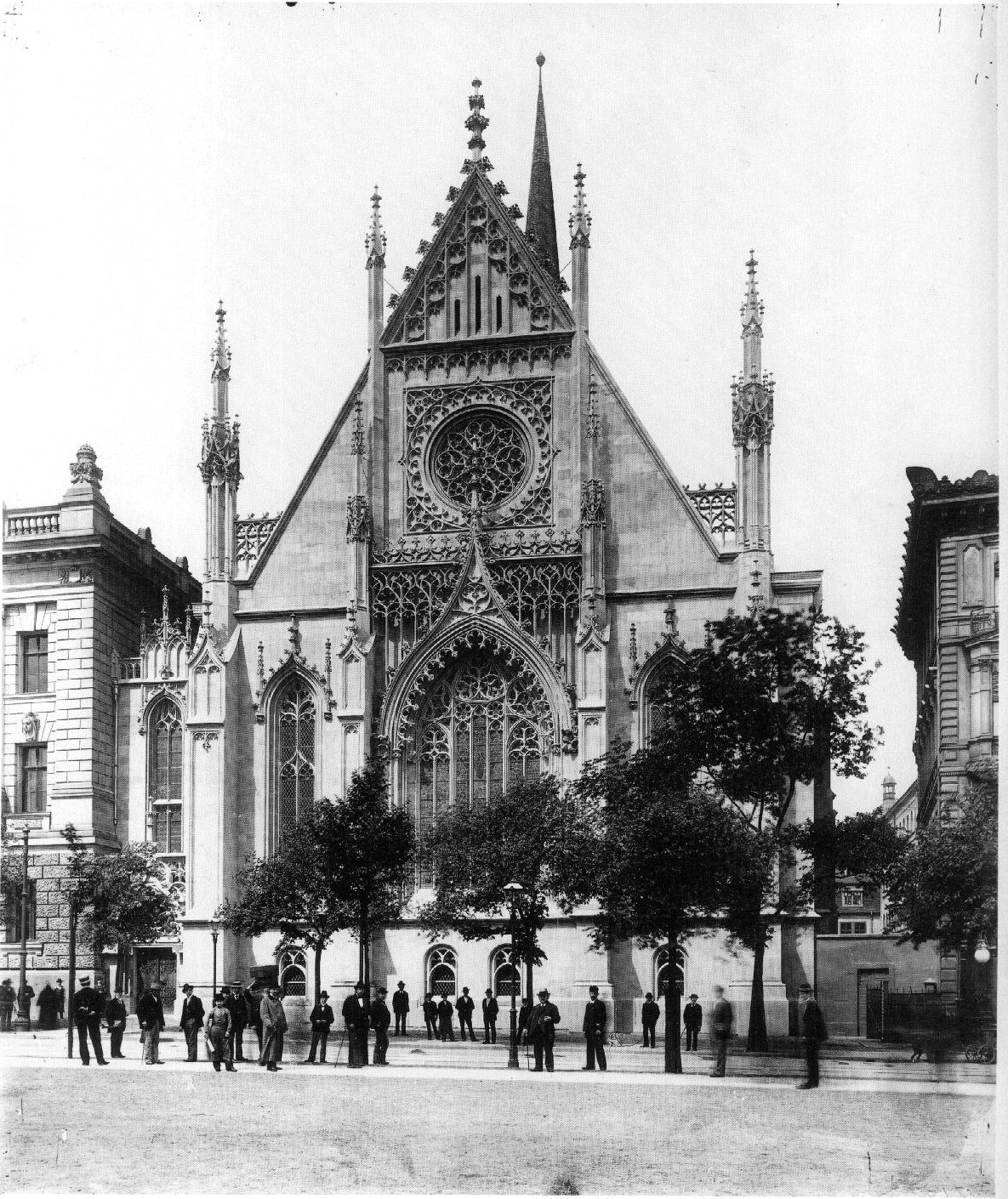
Universitätskirche St. Pauli

ehemaliger Standort: Augustusplatz, Ecke Grimmaische Straße
Erbauungszeit: 1231–1240 als Klosterkirche des Dominikanerkonventes
Abbruch: 30. Mai 1968
Mit der Einführung der Reformation wurden der Dominikanerkonvent 1539 aufgehoben, das Kloster säkularisiert und 1543 samt der Kirche der 1409 gegründeten Universität Leipzig übereignet, 1545 weihte Martin Luther die Kirche als evangelische Universitätskirche; obwohl die Kirche den Bombenangriff am 4. Dezember 1943 fast unbeschädigt überstanden hatte, wurde sie aus rein ideologischen Gründen nach Beschluss der SED-geführten Stadtverwaltung und auf Betreiben der Universität 1968 gesprengt.
Das Gebäude hatte einen Dachreiter sowie einen Glockenturm an der Südwestecke, der dem Vorbild von San Giorgio Maggiore in Venedig folgte.
Am ehemaligen Standort der Universitätskirche entstand 2007–2017 nach dem Entwurf von Erick van Egeraat das Paulinum – Aula und Universitätskirche St. Pauli.
Orgeln:
- 1711–1716, Johann Scheibe, 1841–1844 neues Werk von Johann Gottlob Mende
- 1874 Neubau durch Friedrich Ladegast, 1904 von Julius Jahn & Sohn umgebaut und 1949 von der Firma Eule, Bautzen, instand gesetzt (zuletzt 92 Register); im Mai 1968 konnten nur Tastatur, Mechanik und Pfeifenmaterial ausgebaut werden
- die Schulorgel (um 1900, Johannes Jahn, Dresden) konnte in den letzten beiden Tagen vor der Sprengung gerettet werden, sie befindet sich heute als Leihgabe in der Peterskirche

## Alte Peterskirche

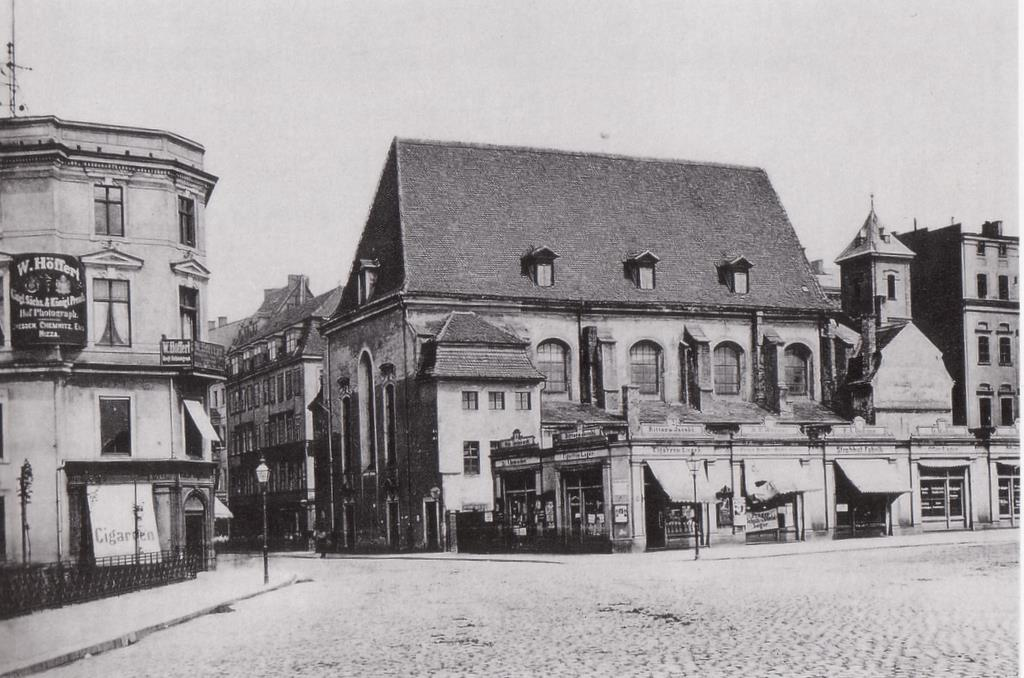
Alte Peterskirche

ehemaliger Standort: Petersstraße 43, Peterskirchhof
Erbauungszeit: 1507
Abbruch: 1886
Die Alte Peterskirche wurde zugunsten des Baus der Neuen Peterskirche abgerissen.
Die Kirche hatte einen freistehenden Glockenturm, der das Kirchendach nicht überragte.
Orgel:
1797–1799, 20-stimmige Orgel von Johann Gottlob Trampeli

## Georgenkirche

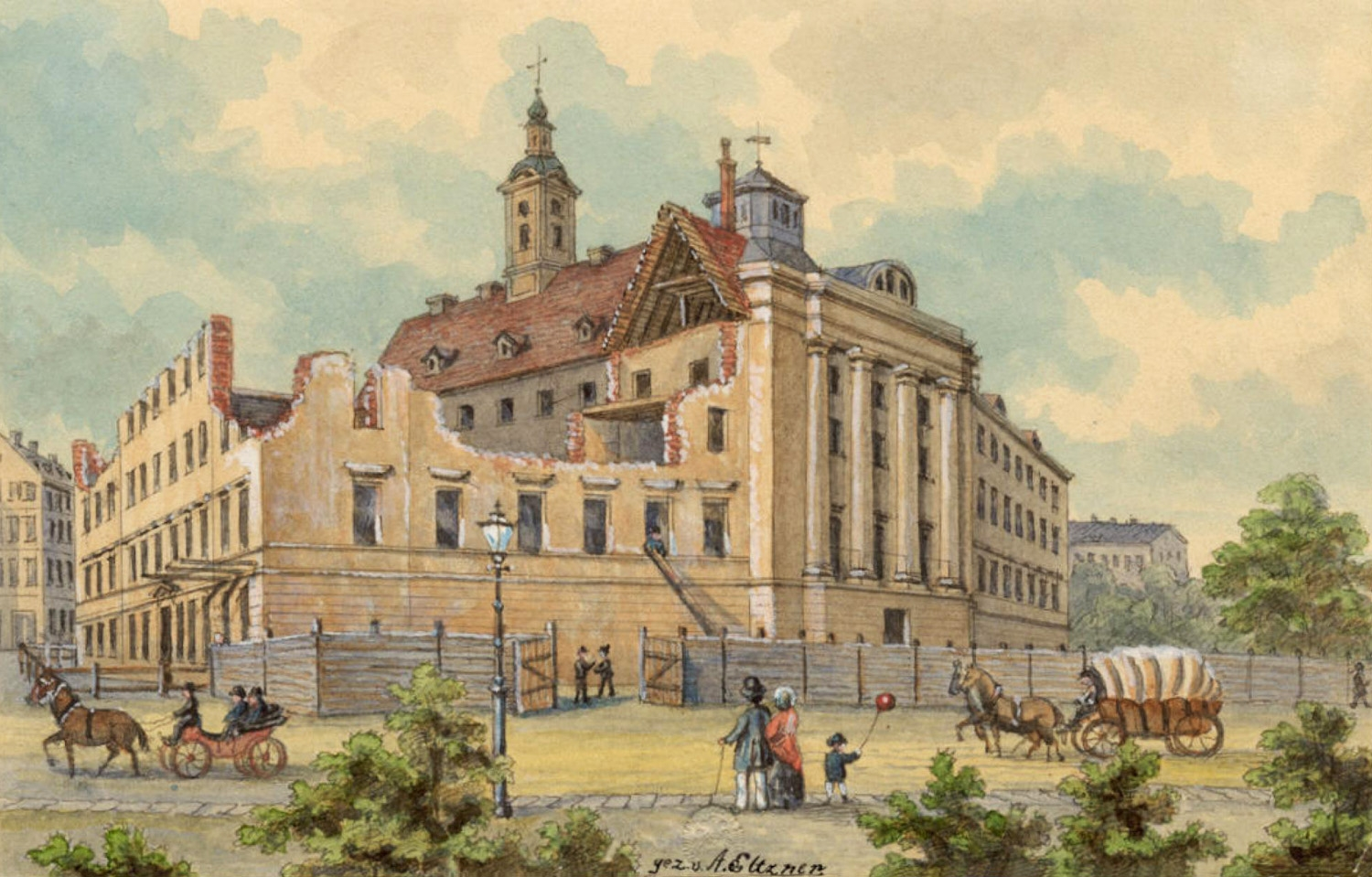
Die in das Georgenhaus integrierte Georgenkirche

ehemaliger Standort: Im Georgenhaus-Komplex am Ostende des Brühl
Erbauungszeit: 1705
Abbruch: 1870/71
Die Georgenkirche war in das Georgenhaus integriert und hatte einen barocken Dachreiter. Das Deckengemälde stammte von Adam Friedrich Oeser.
Von 1818 an war Ernst Anschütz Kantor und Organist der Georgenkirche.

## Alte Reformierte Kirche

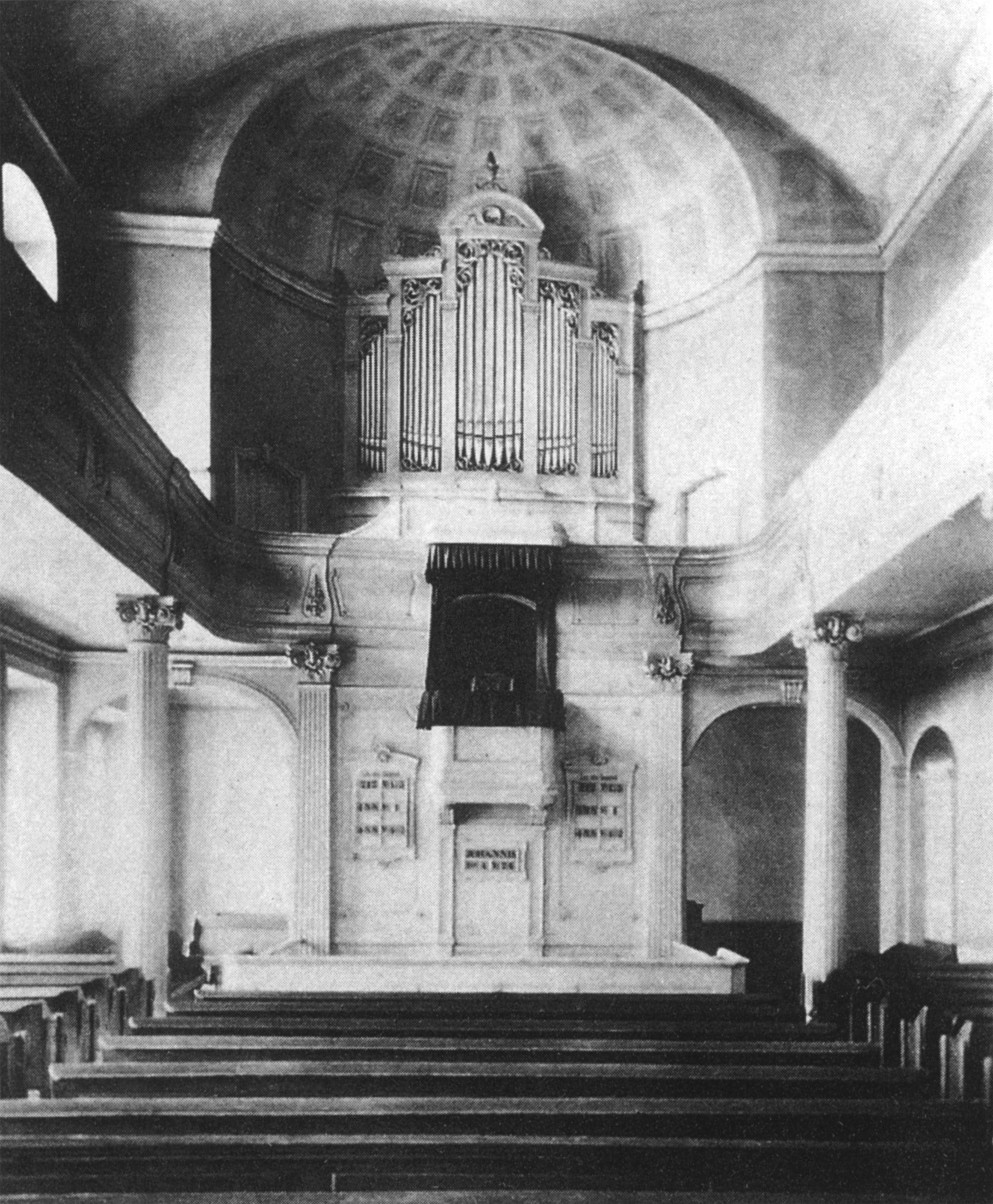
Alte Reformierte Kirche

ehemaliger Standort: Thomaskirchhof 21/22
Erbauungszeit: 1840 Einbau eines Kirchenraumes in das im 16. Jahrhundert errichtete königliche Amtshaus
Abbruch: nach 1900
Die Gottesdienste der 1700 gegründeten Reformierten Gemeinde fanden von 1707 bis 1899 im kurfürstlichen bzw. königlichen Amtshaus statt; das Gebäude befand sich seit 1838 im Besitz der Gemeinde und wurde 1840 zur Kirche mit klassizistischem Predigtsaal ausgebaut.
Das turmlose Gebäude des ehemaligen Amtshauses ging 1900 in den Besitz der Stadt Leipzig über und wurde später abgebrochen.
Orgel: 1766, Johann Emanuel Schweinefleisch, 1901 in die Auferstehungskirche umgesetzt – heute die älteste Orgel Leipzigs

## Alte röm.-kath. Propsteikirche St. Trinitatis

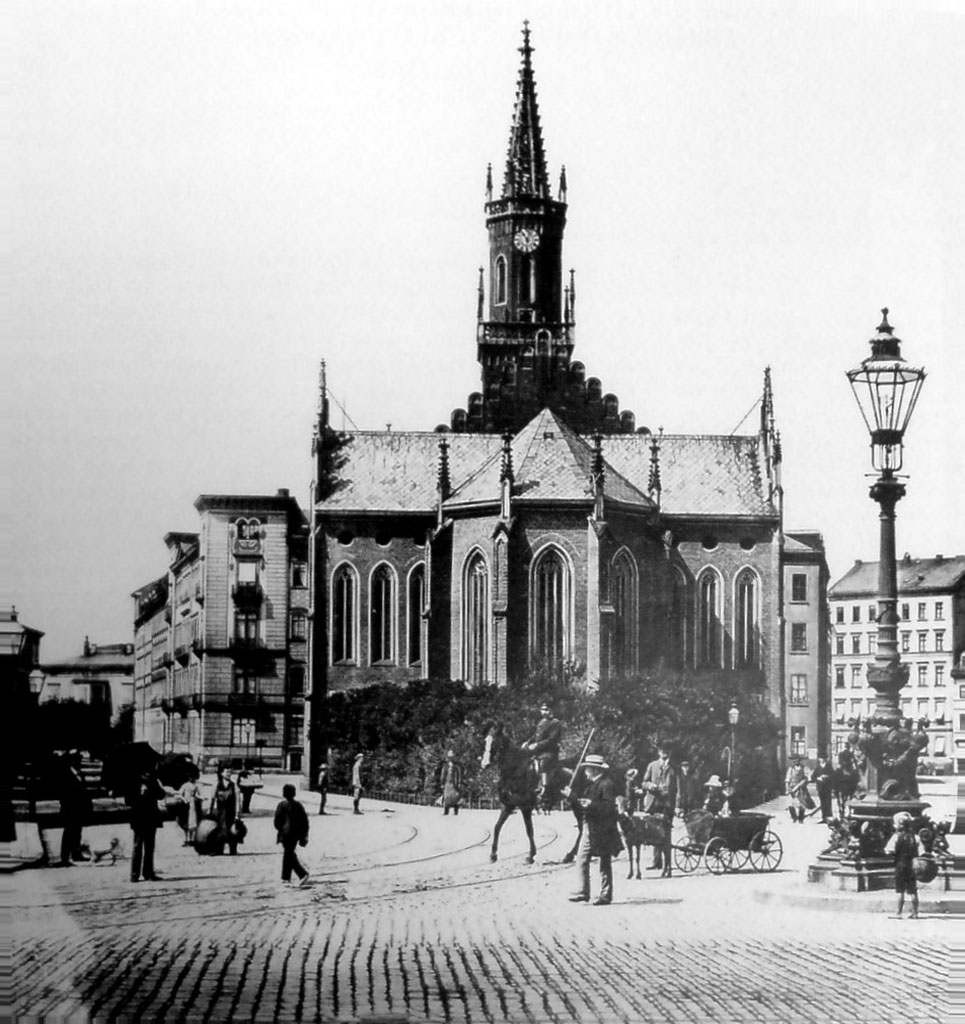
Alte Propsteikirche St. Trinitatis

ehemaliger Standort: Rudolphstraße 1/2
Erbauungszeit: 1845–1847
Kriegszerstörung: 20. Februar 1944
Architekt: Carl Alexander Heideloff
Die Propsteikirche St. Trinitatis war der erste katholischer Kirchenneubau in Leipzig seit der Reformation.
Die Turmhöhe betrug 54 Meter.
Die Kirche wurde am 4. Dezember 1943 schwer beschädigt und am 20. Februar 1944 völlig zerstört. Nachdem von der Stadt 1954 eine schriftliche Standortgenehmigung zum Kirchenneubau am alten Standort erteilt wurde, sprengte man Ende 1954 die Ruine zur Schaffung der Baufreiheit. 1955 wurde jedoch die Genehmigung zurückgezogen, und die geplante Grundsteinlegung konnte nicht stattfinden. 1957 beschlagnahmte die Stadt das auf dem Kirchengrundstück gelagerte Baumaterial, ebnete die Fläche ein und begrünte sie.
Orgel: 1847, Urban Kreutzbach, Borna (II/26), 1925 umgestaltet von Johannes Jahn, Dresden

## Johanniskirche
ehemaliger Standort: Johannisplatz
Erbauungszeit:
- 1582–1584
- 1746–1749 (Turm)
- 1894–1897 (Neubau Kirchenschiff)

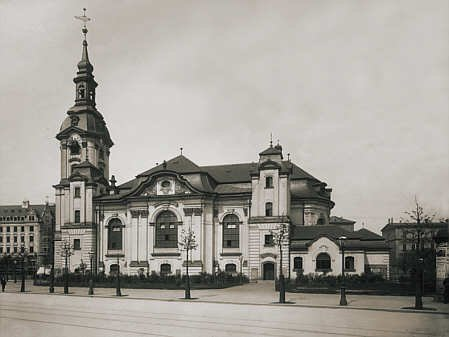
Johanniskirche

Kriegszerstörung: 4. Dezember 1943, 20. Februar 1944
Architekt: Hugo Licht (Neubau 1894–1897)
Die 1582–1584 neu erbaute Kirche erhielt 1746–1749 einen Barockturm. 1894–1897 erfolgte ein Neubau im Neobarock mit vorausgegangenem Abbruch bis auf den Turm. Die Turmhöhe betrug 57 Meter. In der Johanniskirche waren die Gebeine Johann Sebastian Bachs und Christian Fürchtegott Gellerts beigesetzt.
Nach einem Luftangriff im Dezember 1943 brannte die Kirche aus, ein erneuter Angriff 1944 verursachte starke Zerstörungen am Mauerwerk. Nach anfänglichen Wiederaufbauplänen wurden die Ruine des Kirchenschiffs am 19. Februar 1949 und der Kirchturm am 9. Mai 1963 gesprengt.
Orgeln:
- 1742–1743, Johann Scheibe, Leipzig (II/22), 1786 von den Gebrüdern Trampeli erweitert und 1894 abgerissen (Spielschrank und Orgelbank befinden sich als Leihgabe des Musikinstrumentenmuseums heute im Bach-Museum Leipzig)
- 1895 neue Orgel von Ernst Röver, Hausneindorf (III/53), 1932 von Alfred Schmeisser umgebaut (III/66)

## Interimskirche der Andreasgemeinde
ehemaliger Standort: August-Bebel-Straße (früher Kaiser-Wilhelm-Straße), Ecke Scharnhorststraße
Erbauungszeit: 1890
Abbruch: 1894
Die Interimskirche wurde nach Fertigstellung der Andreaskirche abgebrochen und diente danach der Michaelisgemeinde, der Bethaniengemeinde und fand schließlich beim Bau der Johanneskirche Dösen Verwendung.

## Andreaskirche

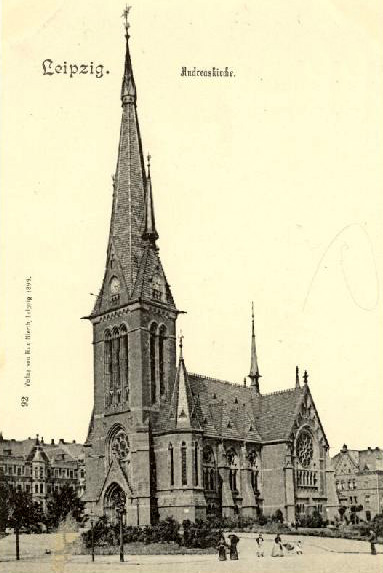
Andreaskirche

ehemaliger Standort: Karl-Liebknecht-Straße 111 (früher Südstraße, heutiger Alexis-Schumann-Platz)
Erbauungszeit: 1890–1893
Kriegszerstörung: 4. Dezember 1943, 20. Februar 1944
Architekten: Georg Weidenbach, Richard Tschammer
Die neugotische Andreaskirche war ein Ziegelbau mit roten Siegersdorfer Verblendern und Postelwitzer Sandstein. Sie wurde auf dem ehemaligen Turnfestgelände, das vom Rittergutsbesitzer Münch-Ferber zur Verfügung gestellt wurde, errichtet.
Nach den Zerstörungen durch Luftangriffe 1943 und 1944 wurde die Ruine 1958 gesprengt, nur das 1892/93 in der Scharnhorststraße 21 erbaute neugotische Pfarrhaus ist erhalten.
Orgel: 1893, Sauer, Frankfurt/Oder, 1940 von der Firma Eule, Bautzen umdisponiert; geborgenes Pfeifenwerk heute in der kleineren Orgel des Gemeindehauses der Andreasgemeinde

## All Saints Church

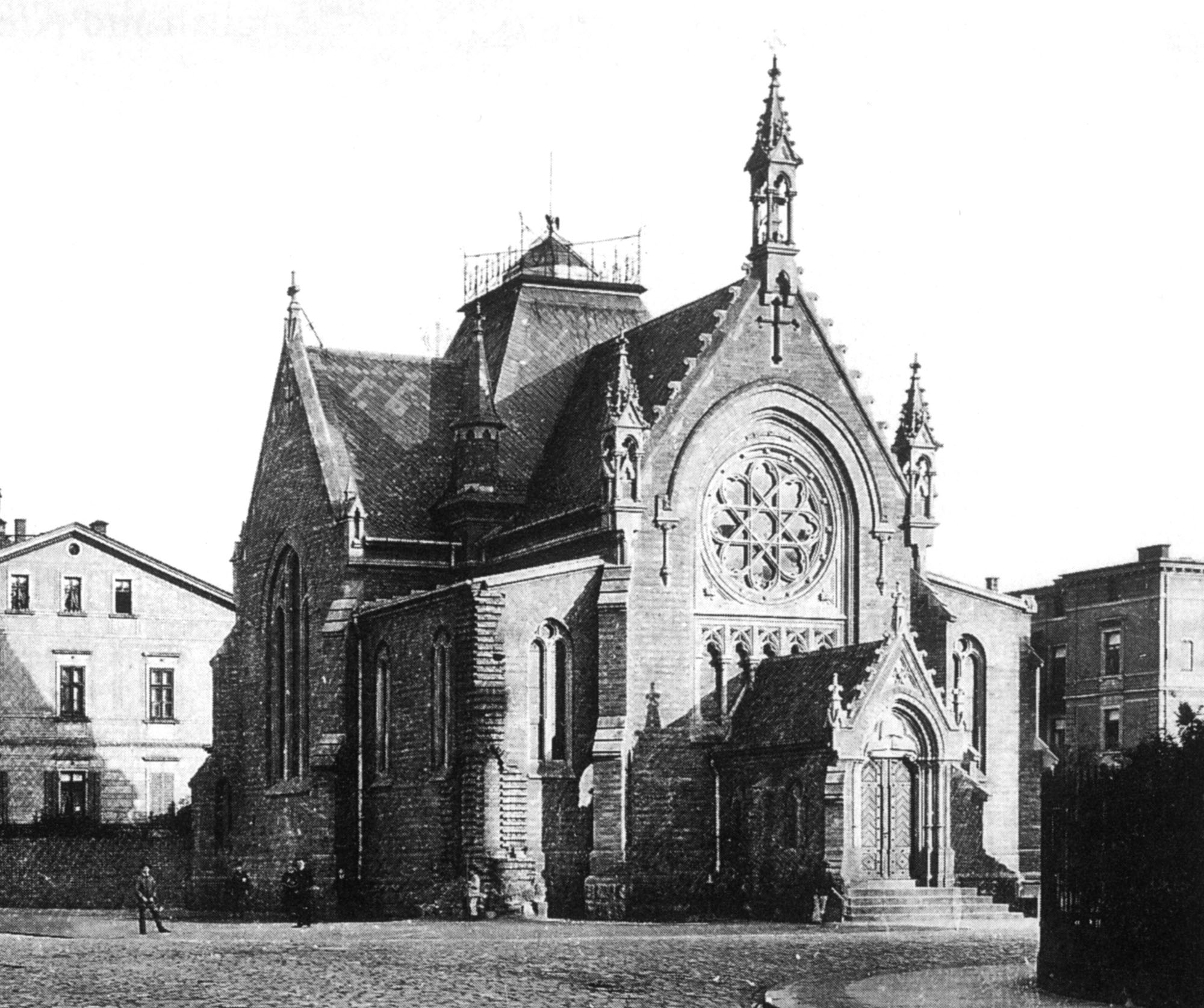
All Saints Church Leipzig

ehemaliger Standort: Sebastian-Bach-Straße 1
Erbauungszeit: 1884–1885
Kriegszerstörung: 4. Dezember 1943
Architekt: Oskar Mothes
Die Kirche mit dem Grundriss eines lateinischen Kreuzes sollte ursprünglich am Standort der Lutherkirche gebaut werden, nach Einigung zwischen dem englisch-amerikanischen Kirchenbaukomitee und dem Leipziger Kirchenbauverein kam es zum Tausch der Baugelände, wegen Geldmangels verblieb das Kirchengrundstück jedoch im Eigentum der Stadt. In der Dedication-Urkunde erhielt die Kirche den Namen „All Saints“ (Allerheiligen).
Der ursprünglich vorgesehene Turm wurde nie gebaut.
Nachdem die Engländer zu Beginn des Ersten Weltkriegs Leipzig verlassen hatten, wurden die Gottesdienste eingestellt. Das Gebäude wurde der Pfingstgemeinde „Christliche Gemeinde e. V.“ überlassen, diese nutzte die Kirche bis zu ihrer Zerstörung 1943. Die Ruine wurde nach Kriegsende abgerissen.
Heute nutzt die anglikanische Gemeinde „Leipzig English Church“ das Gemeindehaus der Andreasgemeinde.

## Alte Dorfkirche Hohen Thekla

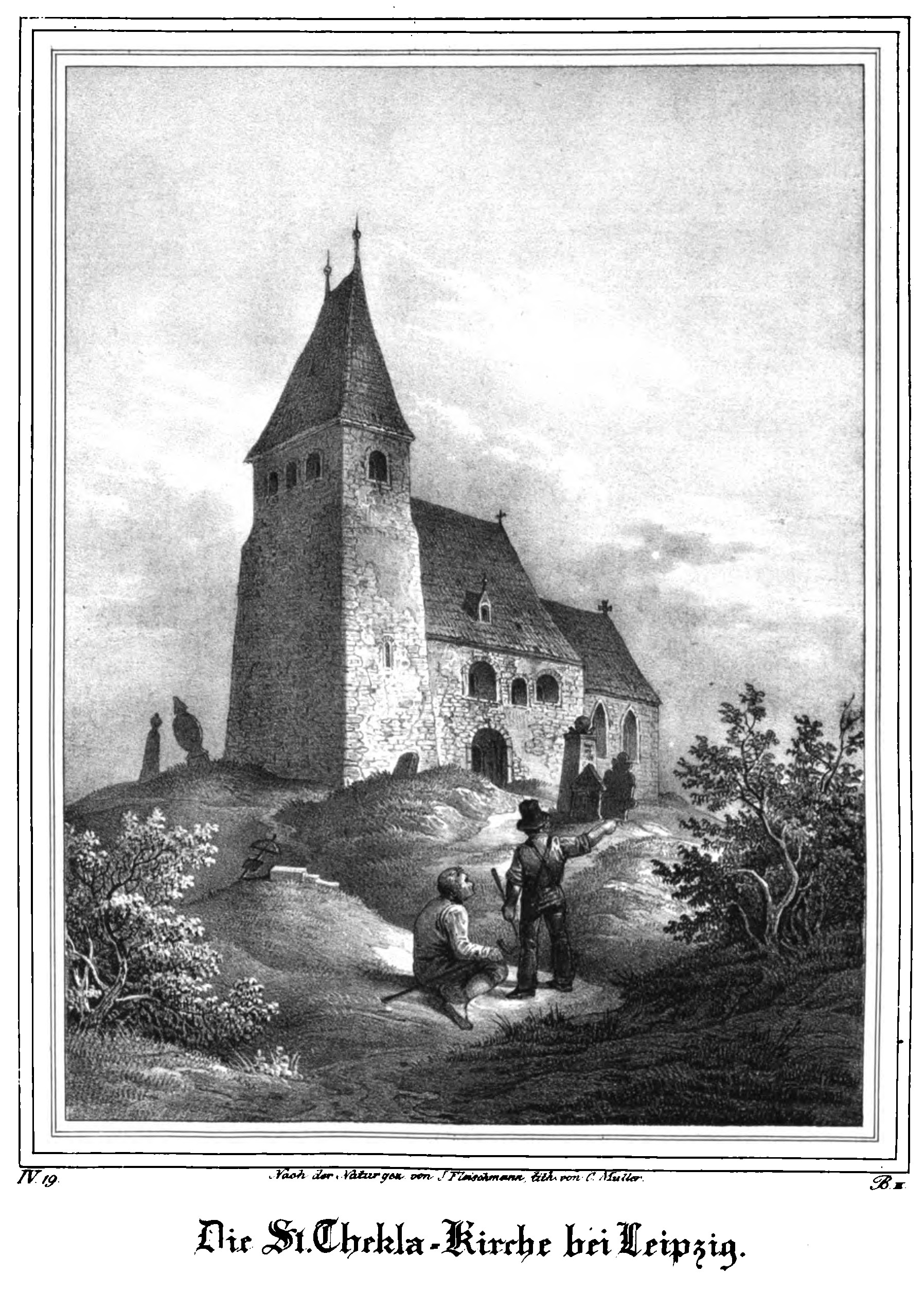
Kirche Hohen Thekla vor 1839

ehemaliger Standort: Kirchberg, Thekla
Erbauungszeit: zwischen 900 und 1100, wohl zur Mitte des 12. Jahrhunderts
Zerstörung: Brandstiftung am 30. Januar 1959, die Kirche brannte völlig aus
Architekt: ?
Der äußerlich rekonstruierte Nachfolge-Sakralbau wurde am 7. Oktober 1962 geweiht.
Orgel: Die Orgel stammte von Hermann Wolfram aus Taucha, sie wurde 1840 von Alfred Schmeisser aus Rochlitz umdisponiert und beim Brand 1959 zerstört.

## Interimskirche der Michaelisgemeinde

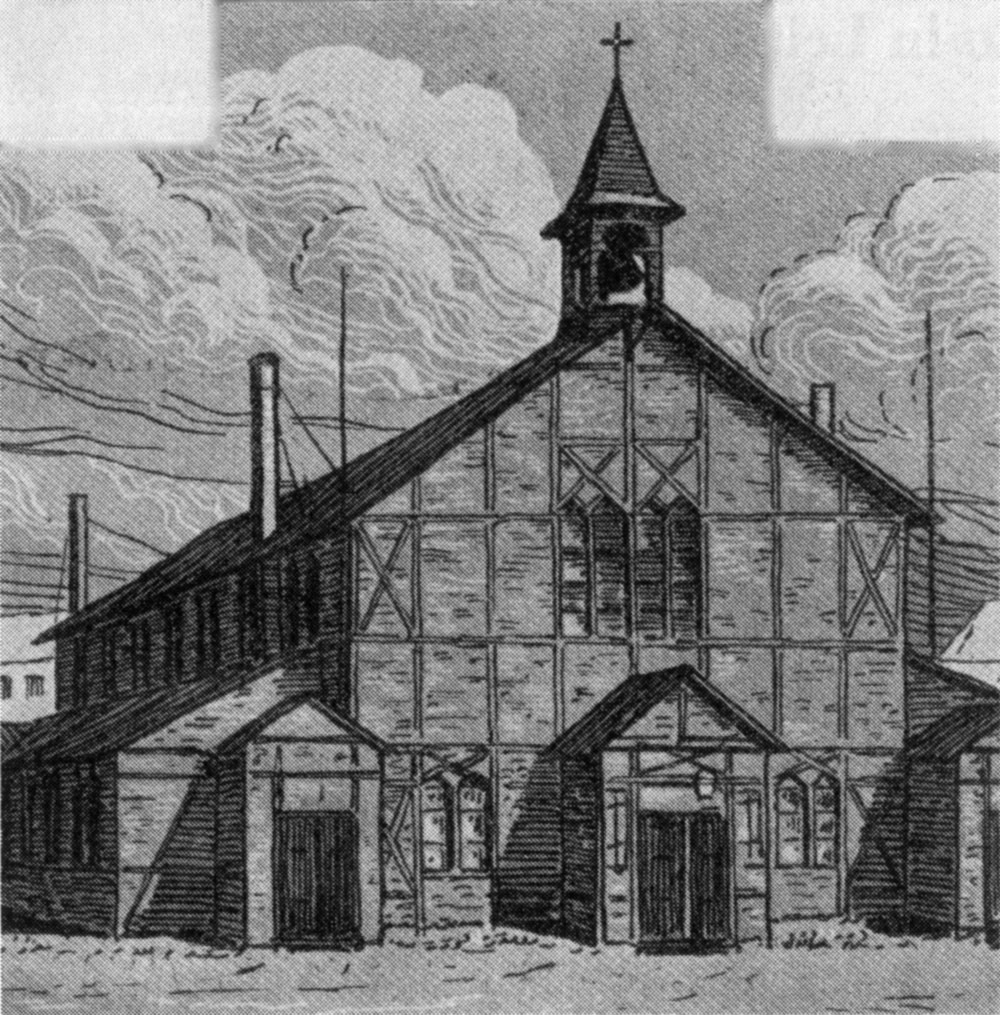
Interimskirche der Michaelisgemeinde

ehemaliger Standort: Eutritzscher, Ecke Roscherstraße
Erbauungszeit: 1894
Abbruch: 1904
Die im Eigentum des Leipziger Kirchenbauvereins befindliche Interimskirche war nach Fertigstellung der neuen Andreaskirche hierher übertragen worden. Nach Fertigstellung der Michaeliskirche wurde sie wieder abgebrochen und diente danach der Bethaniengemeinde und fand schließlich beim Bau der Johanneskirche Dösen Verwendung.
Das Gebäude hatte einen Dachreiter.

## Alte Dorfkirche Schönefeld
ehemaliger Standort: Zeumerstraße
Erbauungszeit: 1527
Kriegszerstörung: 1813

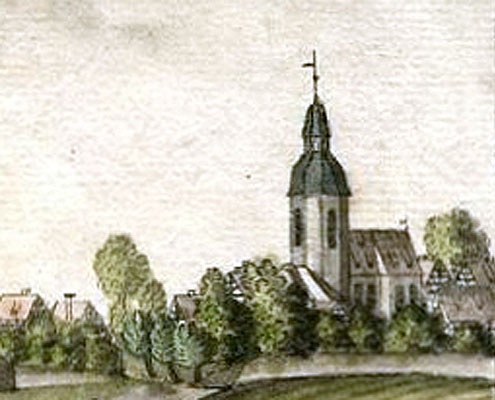
Alte Dorfkirche Schönefeld

Das Dorf Schönefeld und die Kirche wurden während der Völkerschlacht bei Leipzig im Oktober 1813 vollständig zerstört.
Orgel: 1754, Johann Emanuel Schweinefleisch

## Alte Dorfkirche Portitz
ehemaliger Standort: Altes Dorf

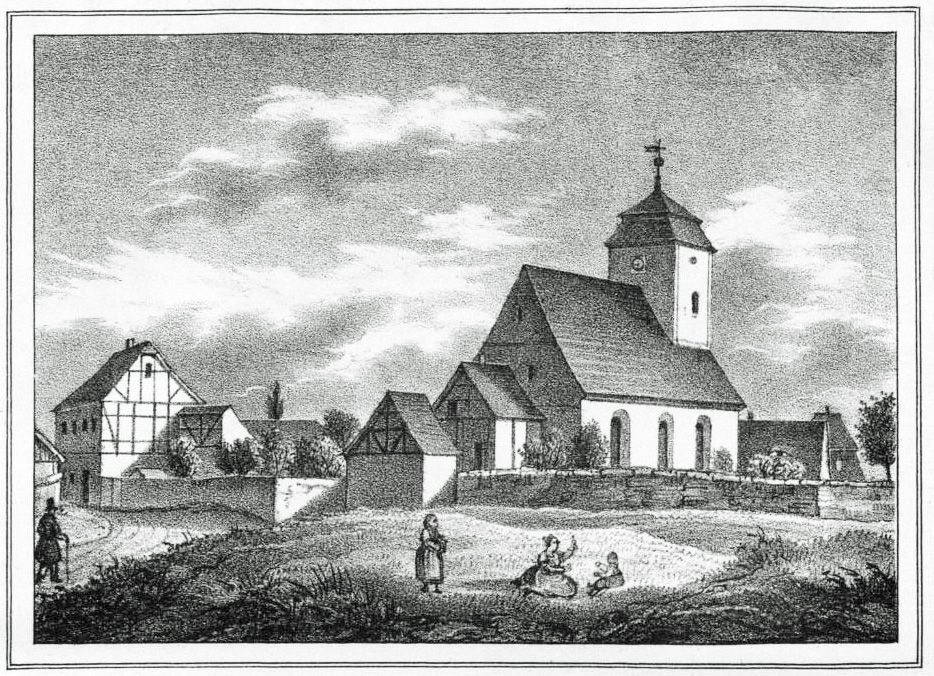
Alte Dorfkirche Portitz

Erbauungszeit: Anfang des 14. Jahrhunderts
Abbruch: 1865
Die Dorfkirche Portitz war im Mittelalter eine Wallfahrtskirche, als Gnadenbild galt eine hölzerne Muttergottesstatue mit Jesuskind. 1602 und 1819/20 wurde sie umgestaltet.
Um Platz für einen Neubau zu schaffen, wurde die Kirche abgebrochen.

## Alte Dorfkirche Lindenau

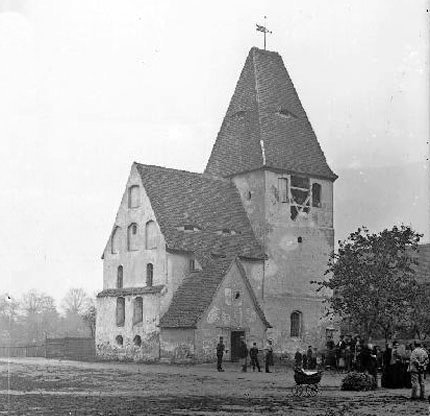
Alte Dorfkirche Lindenau

ehemaliger Standort: Roßmarktstraße (früher Roßstraße; Standort heutiger Verlauf der Rietschelstraße)
Erbauungszeit: vor 1276
Abbruch: 1878
Die Chorturmkirche mit einem Ostturm mit Fachwerkobergeschoss wurde 1517 umgebaut. 1691 und 1740 renovierte man die Kirche, sie erhielt 1773 eine neue Kanzel.
Nach dem Bau der Nathanaelkirche wurde die alte Lindenauer Dorfkirche abgerissen. Davor war sie schon mehrere Jahre nicht mehr in Benutzung.
Orgel: 1732, Zacharias Hildebrandt (I/10), die Orgel ist beim Bau der neuen Kirche 1884 verschollen

## Alte Dorfkirche Sommerfeld
ehemaliger Standort: Arnoldplatz
Erbauungszeit: romanisch
Abbruch: 1858

Alte Dorfkirche Sommerfeld

Die alte Dorfkirche Sommerfeld war eine romanische Chorturmkirche.
Die Kirche wurde zugunsten eines schlichten und recht schmucklosen Neubaus abgerissen. Diese Kirche Sommerfeld wurde beim Bombenangriff auf Leipzig am 20. Oktober 1943 schwer getroffen und brannte aus. Ab 1952 wurde sie wieder aufgebaut, am 4. Oktober 1953 neu geweiht.

## Alte Connewitzer Kirche

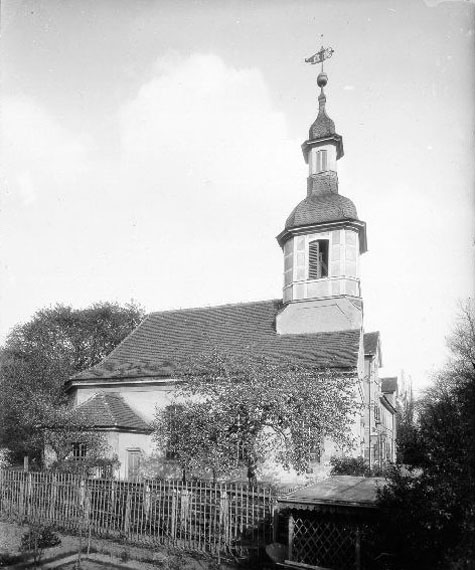
Alte Connewitzer Kirche

ehemaliger Standort: Prinz-Eugen-Straße 9
Erbauungszeit: 1770–1771
Abbruch: 1902
Nach dem Bau der Paul-Gerhardt-Kirche Connewitz wurde die alte Connewitzer Dorfkirche abgerissen.
Orgel: 1846, Johann Gottlob Mende, Leipzig

## Alte Dorfkirche Lößnig

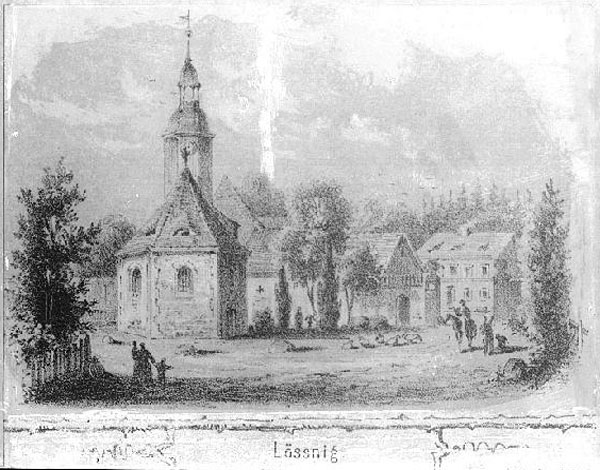
Alte Dorfkirche Lößnig

ehemaliger Standort: Raschwitzer Straße
Erbauungszeit: vor 1442
Abbruch: 1876
Die Dorfkirche Lößnig wurde 1771 umgebaut.
Nach dem Abriss der stark baufälligen Kirche kam es zum Neubau der Gethsemanekirche.
Orgel: 1843, Christian Karl David Beyer, Großzschocher (I/7)

## Alte Kirche Kleinzschocher

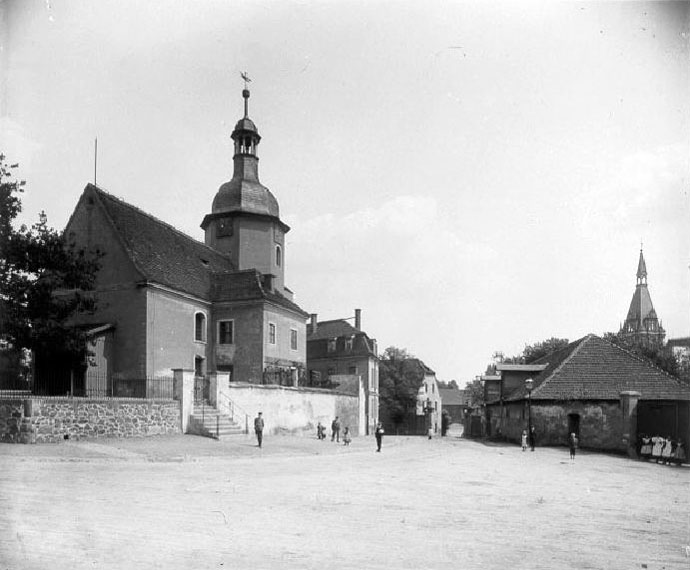
Alte Kirche Kleinzschocher

ehemaliger Standort: Windorfer Straße, Ecke Kantatenweg (früher Schlossweg)
 Abbruch: 1905
Die mittelalterliche Chorturmkirche wurde nach der Weihe der Taborkirche abgebrochen.
Orgel: 1787, Orgel der Brüder Trampeli, Adorf (Disposition nicht überliefert)

## Alte Dorfkirche Knauthain
ehemaliger Standort: Seumestraße
Erbauungszeit: romanisch
Abbruch: 1844

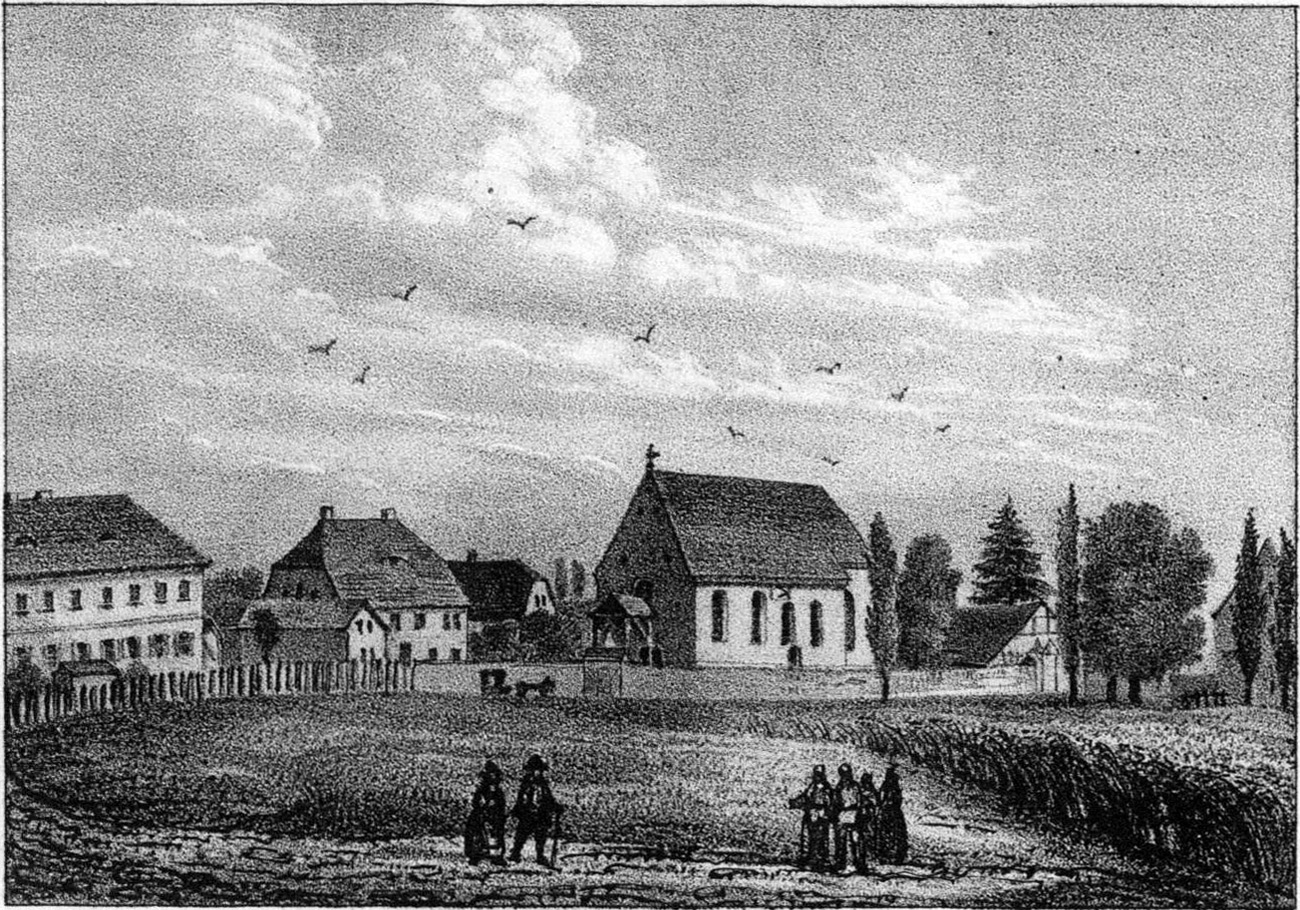
Alte Dorfkirche Knauthain

Die Kirche in Gestalt eines schlichten Rechtecksaals mit Chor hatte keinen Turm. 1663 erfolgte die Ausschmückung des Altars mit Gemälden.
Der letzte Gottesdienst wurde in der Kirche am 20. Oktober 1844 gehalten. Später wurde sie zugunsten der Hoffnungskirche abgerissen. Ein romanisches Portal wurde in den Neubau eingefügt.
Orgel: 1674, neue Orgel von Christoph Donat (Disposition nicht erhalten), 1798 durch Joh. Gottlieb Ehregott Stephani instand gesetzt

## Alte Erlöserkirche

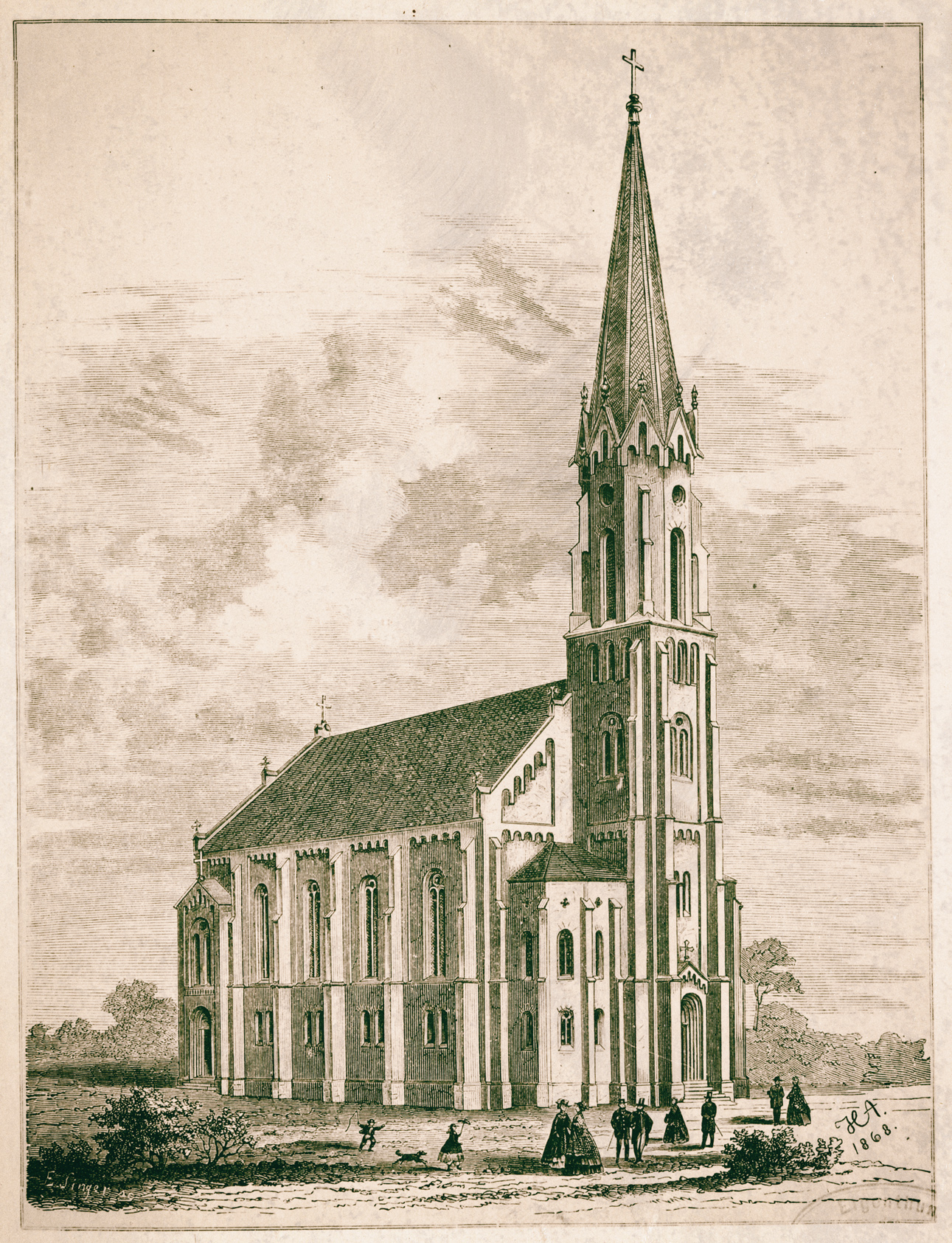
Alte Erlöserkirche

ehemaliger Standort: Zillerstraße 10
Erbauungszeit: 1867–1869
Kriegszerstörung: 27. Februar 1945
Architekten: Hugo Altendorff
- Paul Lange (Umbau 1906)

Die Kirche war der erste von Leipzig aus für einen Vorort betriebene Kirchenbau des 19. Jahrhunderts, ihre Baukosten betrugen 27.000 Taler. Das Kirchweihfest fand am 25. Juli 1869 statt. 1895 erhielt die Kirche den Namen „Erlöserkirche“. 1906 wurde der Chorteil der Kirche umgebaut.
Das Gotteshaus hatte einen 45 Meter hohen Turm.
Die Kirche wurde 1945 bei einem Bombenangriff zerstört. Im Juni desselben Jahres erfolgte die Sprengung des Turmes und später die Beseitigung der Trümmer.
Orgel: 1873, Friedrich Ladegast, Weißenfels (II/23), 1925 Zinkprospekt, 1939 Umbau und Vergrößerung durch die Firma Jehmlich (III/34), 1945 zusammen mit der Kirche zerstört

## Markuskirche

Markuskirche

ehemaliger Standort: Dresdner Straße 61
Erbauungszeit: 1882–1883
Abbruch: 1978
Architekt: Gotthilf Ludwig Möckel
Der Kirchenbau mit einem 67,1 Meter hohen Turm war aus gelbem Backstein.
Wegen Baufälligkeit erfolgte 1973 die Aufgabe der Markuskirche als gottesdienstliches Gebäude, später die Sprengung. Heute beherbergt das Gemeindehaus die Markuskapelle.
Orgeln:
- 1884, E. F. Walcker & Cie., Ludwigsburg (II/27)
- 1954 Neubau durch Hermann Eule, Bautzen (III/38), nach 1973 Umsetzung der Orgel in die Heilig-Geist-Kirche Dresden-Blasewitz
- in der heutigen Markuskapelle seit 1990 Orgel der Firma Wünnig (I/4)

## Alte Dorfkirche Probstheida

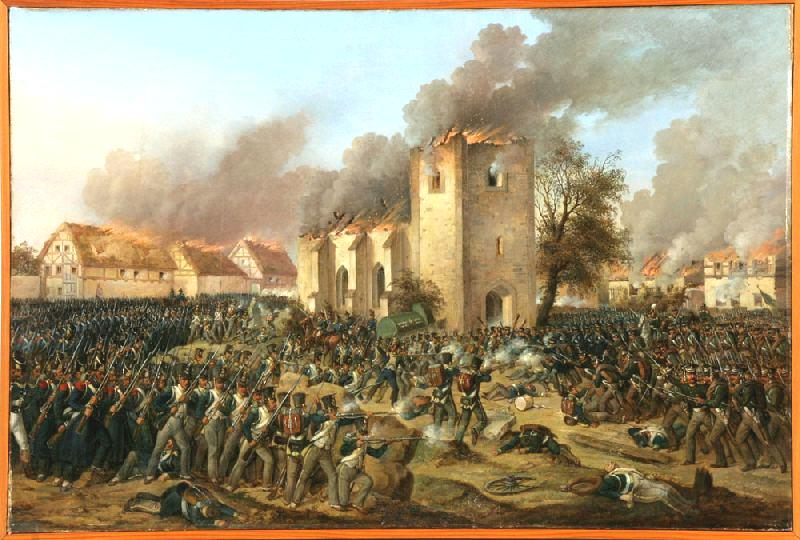
Brennende Kirche Probstheida im Gemälde Erstuermung von Probstheida von Ernst Wilhelm Straßberger (1796–1866)

ehemaliger Standort: Dorfanger, Probstheida
Erbauungszeit: 1213
Zerstörung: zwischen 16. und 18. Oktober 1813, Völkerschlacht
Architekt: ?
Die Nachfolge-Sakralbau wurde an derselben Stelle auf den Grundmauern der Vorgängerkirche errichtet und 1818 geweiht.
Orgeln: ?

## Interimskirche Anger-Crottendorf

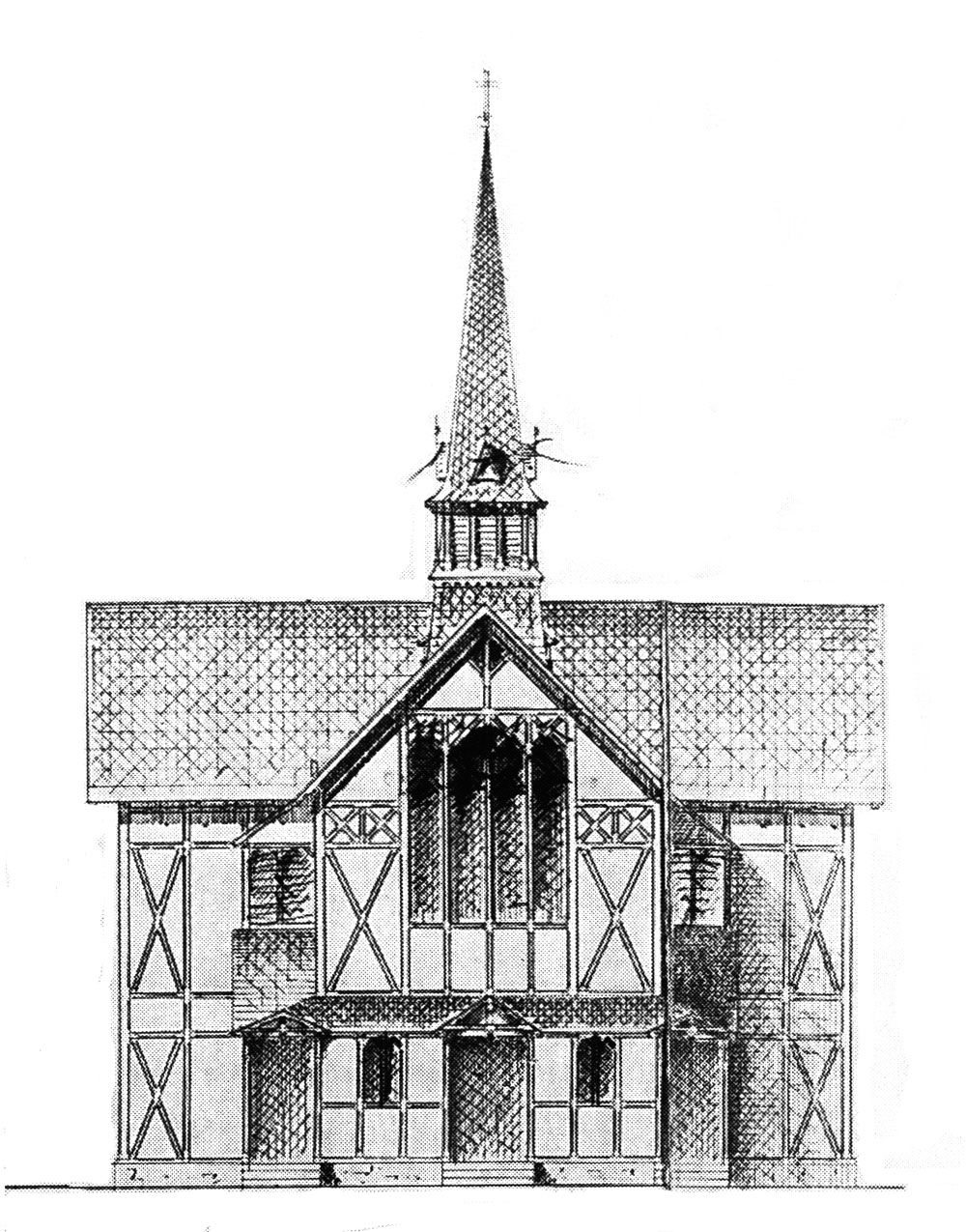
Interimskirche Anger-Crottendorf

ehemaliger Standort: Theodor-Neubauer-Straße (früher Karl-Krause-Straße)
Erbauungszeit: 1891
Kriegszerstörung: 4. Dezember 1943
Architekt: Paul Lange
Der kreuzförmige Fachwerkbau mit einem Dachreiter erhielt 1895 den Namen „Trinitatiskirche“, im Volksmund hieß er „Holzdom“.
Diese Kirche wurde 1943 bei einem Luftangriff zerstört. 1949 begann der Neubau der Kirche, die am 4. Juni 1950 als Evangelisch-Lutherische Trinitatiskirche Leipzig eingeweiht wurde. Der Kirchenbau ist eine von 43 in Deutschland gebauten Notkirchen nach dem Entwurf von Otto Bartning.
Orgeln:
- 1891, Richard Kreutzbach, Borna (II/10), 1940 Positiv der Firma Ott, Göttingen (II/8)
- 1941 Neubau durch die Firma Schuster, Zittau (II/24), 1943 zusammen mit der Kirche zerstört

## Interimskirche Schleußig

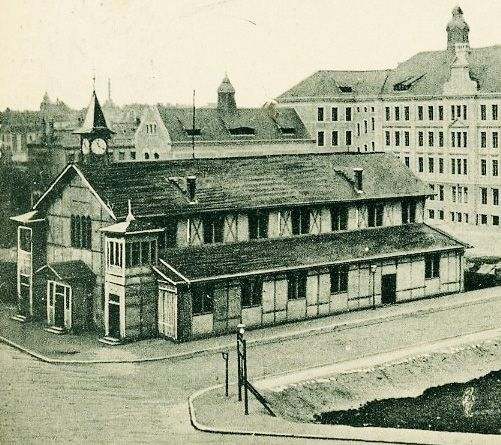
Interimskirche Schleußig

ehemaliger Standort: Schnorrstraße 2
Erbauungszeit: 1904–1905
Abbruch: 1933
Architekt: Conrad Hermsdorf
Die Interimskirche wurde nach Fertigstellung der Bethanienkirche abgebrochen und fand danach beim Bau der Johanneskirche Dösen Verwendung.
Das Gebäude hatte einen Dachreiter.
Orgel: Orgel der Firma Sauer, Frankfurt/Oder (II/20)

## Röm.-kath. Propsteikirche St. Trinitatis am Rosental
Standort: Emil-Fuchs-Straße 5–7
Erbauungszeit: 1978–1982
Abbruch: 2018 (Schiff)

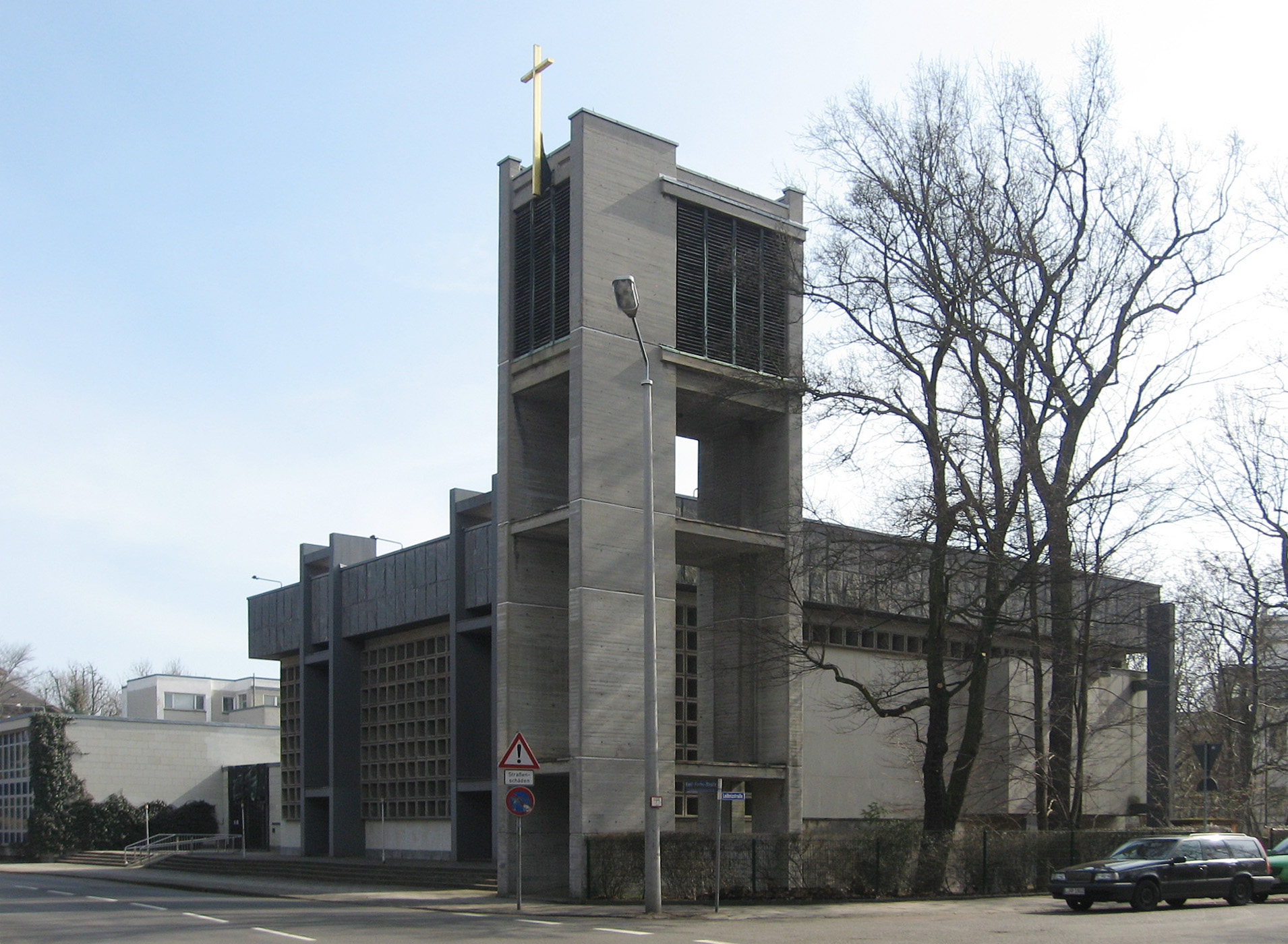
Propsteikirche St. Trinitatis

Architekten: Team unter Leitung von Udo Schultz
Nachdem der Rat des Bezirkes Leipzig bisher jedwede Bauverhandlungen für einen Ersatz der zerstörten Alten Propsteikirche St. Trinitatis als „nutzlos“ abgelehnt hatte, verhandelte das Ordinariat 1975 mit dem Außenhandelsministerium der DDR wegen eines Baus auf Devisenbasis. Als Ergebnis erteilte die DDR-Regierung der Stadt Leipzig die Weisung, einen Bauplatz anzubieten. Am 12. Oktober 1976 übergab der Oberbürgermeister den Vorschlag Emil-Fuchs-Straße (am Rosental). Einen Bau am alten Standort – direkt gegenüber dem Neuen Rathaus – genehmigte die SED nicht. Aus den Spenden der Katholiken aus der Bundesrepublik entstand ein kubischer Stahlbetonbau in äußerer Schlichtheit. Die Kosten für die Inneneinrichtung trug die Gemeinde.
Der Bau hat einen seitlich stehenden, 18 Meter hohen Glockenturm.
Wegen erheblicher Bauschäden musste die Kirche aufgegeben werden. Es erfolgte der Bau der neuen Propsteikirche St. Trinitatis in der Nonnenmühlgasse. Die Entweihung des Kirchenbaus am Rosental wurde mit der Messe zur Profanierung am 3. Mai 2015 vorbereitet, im Februar 2018 wurde die Kirche bis auf den Turm abgerissen.
Orgel: 1982–1987, Schuke, Potsdam (II/36)